# Політичний міф
Політи́чний міф (від грец. πολιτική  діяльність самоуправління в полісі (місто, держава) та грец. μύθοσ  — казка, переказ, оповідання) — форма позараціонального віддзеркалення та інтерпретації в індивідуальній і масовій свідомості політичної реальності та суспільних цінностей.

## Визначення
Політичний міф це — цілісне, спрощене, переважно ірраціональне віддзеркалення в індивідуальній і масовій свідомості політичної реальності та основних суспільних цінностей, своєрідний символічний засіб їх інтерпретації, моделювання світу і соціального життя; інструмент реалізації конкретних політичних завдань — боротьби за владу, її легітимації, утвердження нової політичної ідеології тощо; інтегрована форма міфологічної й політичної свідомості, особливий вид міфу, що зберігає в колективній пам'яті народу його соціальний досвід, імперативи духовно-морального виміру політичних процесів.
Як форма свідомості, що продукує специфічну картину світу, міф існує поряд з іншими формами свідомості — релігією та раціональністю. Політичний міф  є універсальною конструкцією, яку завжди можна наповнити конкретним політичним змістом. У наукових дослідженнях використовується як важливий інструмент для з'ясування особливостей політичної діяльності, політичної поведінки, політичних конфліктів тощо.

## Основні ознаки політичного міфу
Основними ознаками сучасного політичного міфу вважають, як правило, його всезагальність, консервативність, синкретичність, біполярність, персоніфікований та маніпулятивний характер, архетипність, символічний супровід. 

Елементами політичного міфу є: архетип певної ситуації, пов'язаної зі здійсненням заходів соціального регулювання й примусу, зміст конкретного досвіду, отриманого в ситуаціях, об'єднаних цим архетипом, та систему алегоричних образів, функціональна символіка яких співвідносить «бажане» з «належним», тобто зі сформованим архетипом. Значущість політичного міфу полягає в можливості викликати до життя той архетип, який дозволить задати певний мотив діяльності — через політичну рекламу, ритуал тощо. Архетип уможливлює поєднання бажаного і належного спочатку в міфологічних категоріях (мовою політичних метафор), згодом — у політичній діяльності. 
Розрізняють «короткострокові» та «довгострокові» (вічні) міфи. Короткострокові, або технологічні міфи, створюються для реалізації конкретних політичних завдань. Це «міфи на один день» або псевдоміфи, оскільки вони не укорінені в архетипах людської свідомості. Натомість «вічні» міфи вписані в структуру ментальності народу. Отже, політичний міф — це архетипна конструкція, яка визначає існування певної політичної системи та особливу роль у ній особистості чи політичної організації. Політичний міф стає найбільш дієвим засобом у кризові періоди суспільного розвитку — війни, революції, реформи тощо. За допомогою міфу суспільство може відновлювати зруйновану картину світу.
Архаїчні та сучасні політичні міфи суттєво відрізняються. Якщо архаїчна міфологія переважно космологічно змодельована, то сучасна міфологія вирізняється своєю соціальною спрямованістю. Основним завданням архаїчного міфу було пояснення світу, побудова єдиної цілісної картини світосприйняття, метою ж сучасного політичного міфу є своєрідне обґрунтування життя соціуму, певна інтерпретація суспільних процесів. Сучасна міфотворчість ускладнена переоцінкою тривалого історичного процесу, взаємообміном культур і традицій, новими тенденціями суспільного розвитку. Через розповсюдження міфологем формується нова світоглядна парадигма, яка за умови схвалення її політичними суб'єктами та сприйняття з боку суспільства може перетворитися на дієву ідеологію. Хоча політичний міф загалом є ірраціональним феноменом, але він здатний поєднувати в собі свідоме і несвідоме, реальне й ідеальне, раціональне та ірраціональне.

## Механізми політичного міфотворення
У ХХ ст. було започатковано розуміння міфу як об'єктивного культурного та психологічного феномена (К. Юнг, Ж. Сорель, Е. Фромм, М. Еліаде, К. Флад), як основи символічних форм пізнання реальності, що відкривають нові можливості у політиці зокрема, через пов'язаність міфології та ідеології. Як сукупність певних символів, форм символізації політичного простору, вони створюють комплекс орієнтаційних символів, за допомогою яких відбувається взаємодія влади з громадськістю.
Механізм міфотворення розкрито у структурній теорії міфу (К. Леві-Строс), сутність якої полягає у виявленні сукупності несвідомих логічних операцій та інструментів для вирішення світоглядних суперечностей. При цьому так звана міфологічна логіка досягає своїх цілей ненавмисне, обхідним шляхом. Іншою засадничою теорією у розумінні сутності політичного міфу стала символічна теорія (Е. Кассірер). Символізм міфу ґрунтується на тому, що конкретні предмети, не втрачаючи своєї конкретності, можуть перетворюватися на певні знаки для відбиття інших предметів або явищ, тобто слугувати їх символічним аналогом. Міф виникає як замкнута символічна система, об'єднана характером функціонування і способом моделювання навколишнього світу. Як комунікативну систему трактує міф у своїх дослідженнях Р. Барт, який називає його «метамовою» створення значеннєвих символічних систем. У когнітивно-психологічних дослідженнях під міфом розуміються уявлення про дійсність, сформовані поза рефлексією та раціональним обґрунтуванням.  Позараціональною й водночас невід'ємною складовою політики і політичної діяльності постає міф у дослідженнях вітчизняного науковця Ю. Шайгородського.
Створення політичного міфу передбачає появу чогось нового, чого не існувало раніше в актуалізованій формі. У цьому процесі виокремлюють три змістові складові політичного міфу, а саме: ціннісну, мотиваційну та комунікативно-смислову, завдяки яким проявляються його особливості. Суб'єктами політичної міфотворчості можуть виступати певні політичні угруповання (партії, рухи, об'єднання), етнічні спільноти, органи державної влади, окремі особистості (політичні лідери) тощо.

## Особливості сучасних політичних міфів
Особливістю сучасних політичних міфів є, з одного боку, тенденція до створення нових міфів внаслідок утвердження нових суспільних явищ (формування політичного ринку, трансформація інституту багатопартійності, віртуалізація політичних процесів), з другого — міфи стають технологічною складовою управління (маніпулювання) суспільною свідомістю. Пануючи у сфері колективного несвідомого, міф суттєво впливає на масову свідомість. Багатоаспектністю політичного міфу (феномен свідомості, наукова категорія, історична реальність, складова символічного світу політики тощо) обумовлена увага до цього явища не лише з теоретичної точки зору, але й з огляду на визначення його функціональності як способу пояснення і сприйняття соціально значущої інформації, формування ціннісного ставлення до політичних явищ